# Янга-Мбива, Мапу
Мапу́ Янга́-Мбива́ (фр. Mapou Yanga-Mbiwa; родился 15 мая 1989, Банги, ЦАР) — французский футболист, защитник клуба «Истр». Выступал за сборную Франции.

## Биография

### Клубная карьера
Янга-Мбива родился в Банги, Центральноафриканская Республика, но переехал во Францию в раннем возрасте, детство провёл в коммуне Порт-де-Бук, недалеко от города Марселя, в департаменте Буш-дю-Рон. Начал выступать за молодёжную команду «Монпелье» с 2005 года, дебютировал за основную команду 23 февраля 2007 года. По окончании сезона подписал контракт с клубом до 2010 года. Чуть позже был назначен капитаном команды и получил футболку с номером 3. 22 января 2013 перешёл в английский клуб «Ньюкасл Юнайтед». Не закрепившись в основном составе, летом 2014 года перешёл на правах аренды в итальянскую «Рому». 27 января 2015 года итальянцы выкупили трансфер защитника. Сумма трансфера составила 5,5 млн евро.
25 мая 2015 года забил победный мяч в ворота «Лацио» на 85 минуте, который помог «Роме» победить в этой игре 2:1 и обеспечить серебряную медаль за тур до окончания первенства.
14 августа 2015 года перешёл в «Олимпик Лион» за 10 миллионов евро. Контракт подписан до 2020 года.

### Карьера в сборной
Янга-Мбива имеет двойное гражданство и имел право выбрать, какую из двух стран — ЦАР или Францию — представлять на международных соревнованиях. В 2009—2010 годах Янга-Мбива выступал за молодёжную сборную Франции. Его дебют состоялся 13 октября 2009 года в квалификации чемпионата Европы среди молодёжных команд 2011.
15 августа 2012 года в товарищеском матче со сборной Уругвая Янга-Мбива дебютировал в составе национальной сборной Франции.

## Достижения
«Монпелье»
- Чемпион Франции: 2011/12

## Клубная статистика
| Клуб                      | Сезон                     | Чемпионат | Чемпионат | Кубки | Кубки | Еврокубки | Еврокубки | Всего | Всего |
| Клуб                      | Сезон                     | Игры      | Голы      | Игры  | Голы  | Игры      | Голы      | Игры  | Голы  |
| ------------------------- | ------------------------- | --------- | --------- | ----- | ----- | --------- | --------- | ----- | ----- |
| Монпелье                  | 2006/07                   | 1         | 0         | 0     | 0     | —         | —         | 1     | 0     |
| Монпелье                  | 2007/08                   | 34        | 1         | 7     | 0     | —         | —         | 41    | 1     |
| Монпелье                  | 2008/09                   | 29        | 1         | 4     | 0     | —         | —         | 33    | 1     |
| Монпелье                  | 2009/10                   | 36        | 0         | 1     | 0     | —         | —         | 34    | 0     |
| Монпелье                  | 2010/11                   | 36        | 1         | 4     | 0     | 2         | 0         | 42    | 1     |
| Монпелье                  | 2011/12                   | 34        | 1         | 3     | 0     | —         | —         | 37    | 1     |
| Монпелье                  | 2012/13                   | 16        | 0         | 4     | 0     | 6         | 0         | 26    | 0     |
| Всего за «Монпелье»       | Всего за «Монпелье»       | 186       | 4         | 23    | 0     | 8         | 0         | 217   | 4     |
| Ньюкасл Юнайтед           | 2012/13                   | 14        | 0         | 0     | 0     | 6         | 0         | 20    | 0     |
| Ньюкасл Юнайтед           | 2013/14                   | 23        | 0         | 3     | 0     | 0         | 0         | 26    | 0     |
| Всего за «Ньюкасл»        | Всего за «Ньюкасл»        | 37        | 0         | 3     | 0     | 6         | 0         | 46    | 0     |
| Рома                      | 2014/15                   | 28        | 1         | 1     | 0     | 11        | 0         | 40    | 1     |
| Всего за «Рому»           | Всего за «Рому»           | 28        | 1         | 1     | 0     | 11        | 0         | 40    | 1     |
| Олимпик (Лион)            | 2015/16                   | 27        | 2         | 3     | 0     | 5         | 0         | 35    | 2     |
| Олимпик (Лион)            | 2016/17                   | 2         | 0         | 1     | 0     | 0         | 0         | 3     | 0     |
| Всего за «Олимпик» (Лион) | Всего за «Олимпик» (Лион) | 29        | 2         | 4     | 0     | 5         | 0         | 38    | 2     |
| Всего за карьеру          | Всего за карьеру          | 280       | 7         | 31    | 0     | 30        | 0         | 341   | 7     |